# Julian Szymański
Julian Juliusz Szymański (ur. 10 maja 1870 w Kielcach, zm. 8 czerwca 1958 w Białymstoku) – polski okulista, polityk, w latach 1928–1930 marszałek Senatu II RP.

## Życiorys
W Kijowie ukończył studia medyczne, a następnie w latach 1891–1898 był tam asystentem w klinice okulistycznej. Za udział w rewolucji w 1905, uciekając przed represjami, emigrował do USA, gdzie kontynuował pracę naukową. W latach 1916–1920 przebywał w Brazylii, gdzie został profesorem Federal University of Paraná w Kurytybie. Zorganizował też tam klinikę oczną i opublikował pierwszy w języku portugalskim podręcznik okulistyki, który ukazał się też w języku polskim Okulistyka w skróceniu (1920). Po powrocie do Polski, od 1922 był profesorem Uniwersytetu Stefana Batorego w Wilnie.
Prof. Julian Szymański był twórcą różnych nowatorskich metod leczenia chorób oczu, zwłaszcza jaskry. W latach 1931–1935 pełnił funkcję przewodniczącego Polskiego Towarzystwa Okulistycznego.
W latach 1928–1935 był senatorem II i III kadencji z ramienia BBWR. Jednocześnie w latach 1928–1930 był marszałkiem izby. 1 lipca 1928 został członkiem zarządu głównego założonego wówczas Związku Sybiraków. W 1929 utworzył Towarzystwo Brazylijsko-Polskie im. Rui Barbosy w Warszawie, którego prezesem był do 1939.
Podczas okupacji niemieckiej pracował w Szpitalu Maltańskim w Warszawie utworzonym w Pałacu Mniszchów. W 1949 ponownie wyemigrował wraz z rodziną do Brazylii. W 1957 powrócił do Polski. Miał syna, Lecha Konstantego Szymańskiego, lekarza oftalmologa. Jego wnuk Jack Szymanski, także okulista, mieszka w Cascavel, utrzymuje kontakty z Towarzystwem Polsko-Brazylijskim.

## Ordery i odznaczenia
- Krzyż Komandorski z Gwiazdą Orderu Odrodzenia Polski (9 listopada 1931)[9]
- Krzyż Komandorski Orderu Odrodzenia Polski[10]
- Krzyż Niepodległości (12 marca 1931)[11]
- Złoty Krzyż Zasługi (1940)[7]
- Order Krzyża Orła I klasy (Estonia, 1931)[12]
- Order Krzyża Południa I klasy (Brazylia, 1934)[4][13]
- Kawaler Magistralny Orderu Maltańskiego (1940)[7]